# Nissan Vanette
La Nissan Vanette (en japonés: 日産・バネット, Hepburn: Nissan Banetto) es una furgoneta que fue comercializada por la compañía japonesa Nissan Motors entre 1978 y 2011.

## La Vanette en el mercado europeo

### En España
En España la Nissan Vanette comenzó a ser producida en 1985 por Motor Ibérica, inicialmente con el nombre Ebro Vanette. Posteriormente, fue producida entre 1986 y 2002 mediante una joint venture de capital mixto español y nipón, pasándose a llamar Nissan Motor Ibérica, creada tras el acuerdo con Ebro Motor Ibérica. 
La Vanette de la primera generación estaba disponible con motores de cuatro cilindros en línea desde los 1,2 hasta los 2 litros, y una transmisión manual de cuatro velocidades o automática de tres. La primera generación fue producida desde 1985 hasta 1994, cuando fue sustituida por las Vanette E y Vanette Cargo, basadas en el monovolumen Nissan Serena. La Vanette E compartía la estructura del Nissan Serena pero carecía de ventanillas laterales y asientos en la parte trasera, y la Vanette Cargo era más larga y alta y tenía dos puertas traseras en lugar de un portón.  
Cuando su producción finalizó en 2002, las Vanette E/Cargo fueron sustituidas por una versión modificada de la Renault Trafic II llamada Nissan Primastar, que fue fabricada en Luton, Inglaterra.

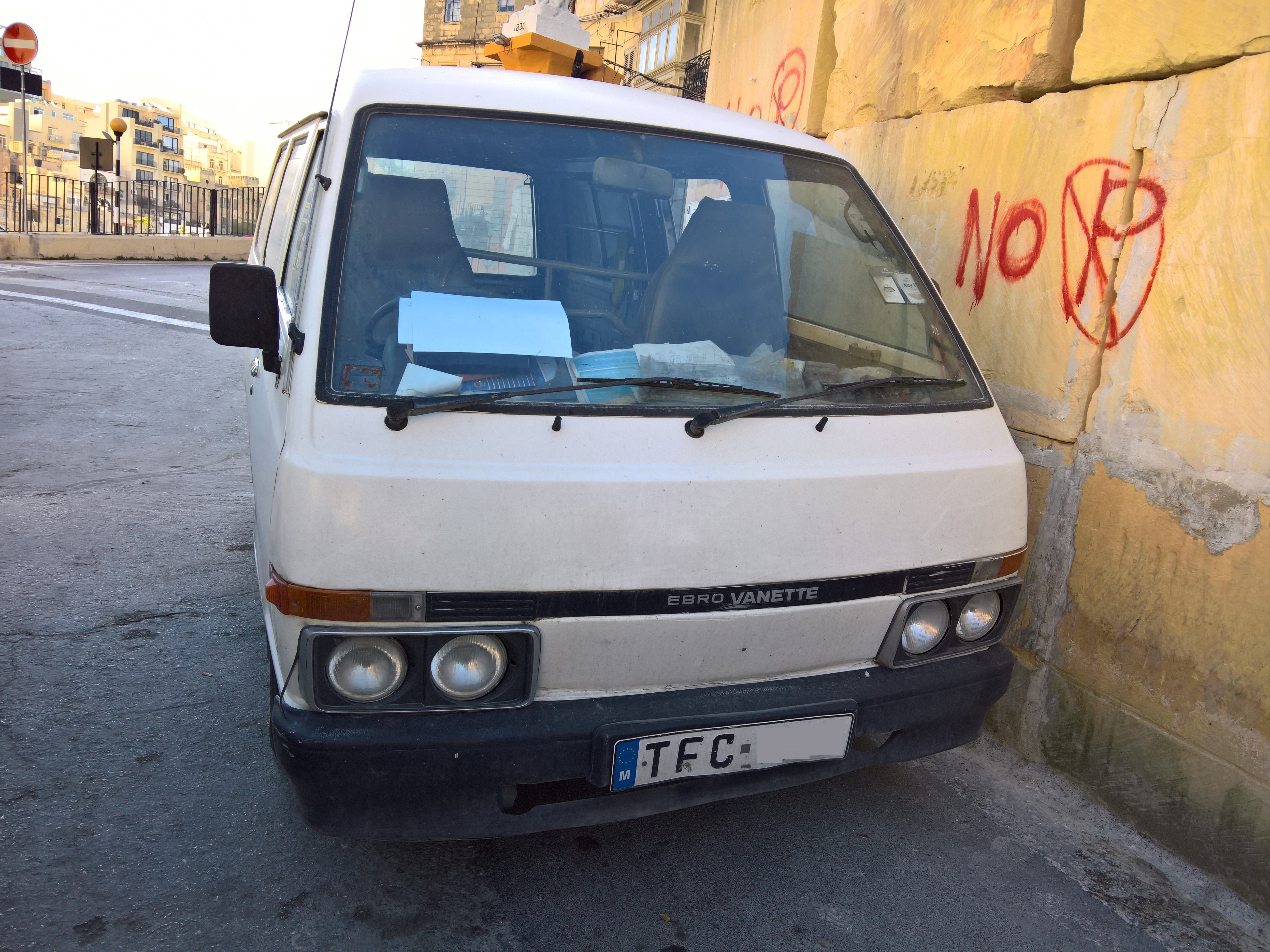
Una Vanette de la primera generación vendida bajo la marca Ebro en Malta.
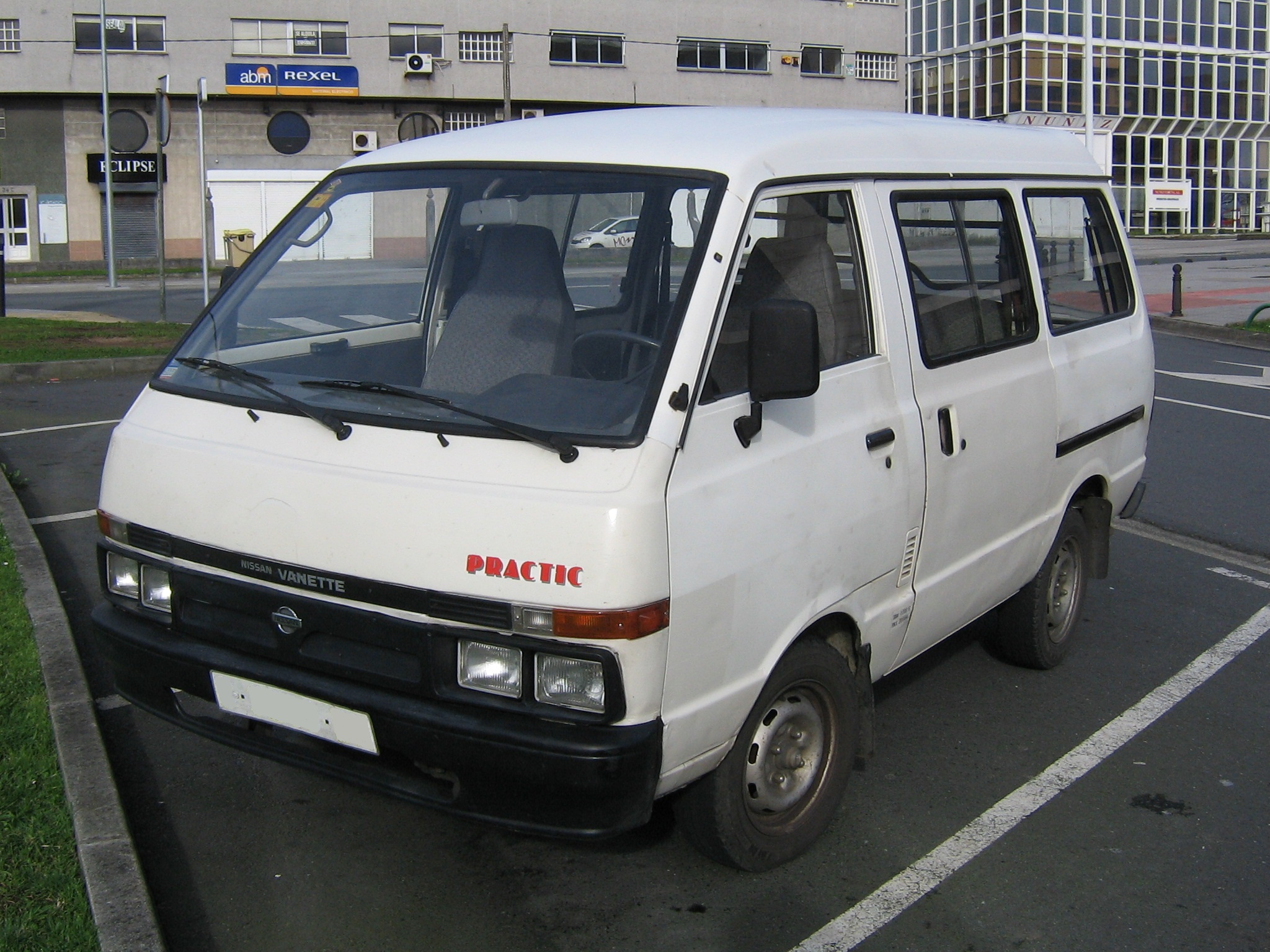
Primera generación, con versión Practic (segunda serie del modelo).
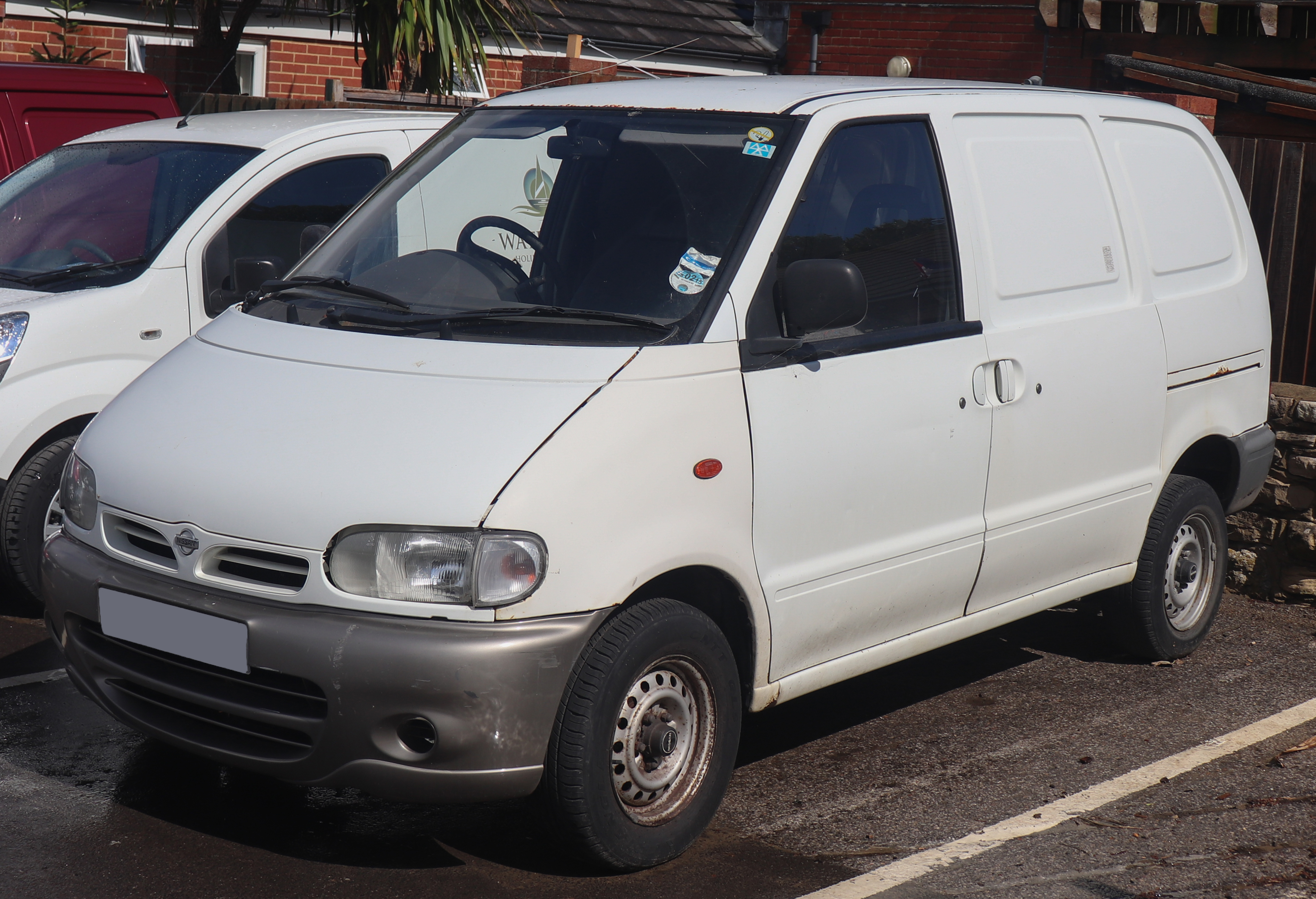
Segunda generación (Vanette E).
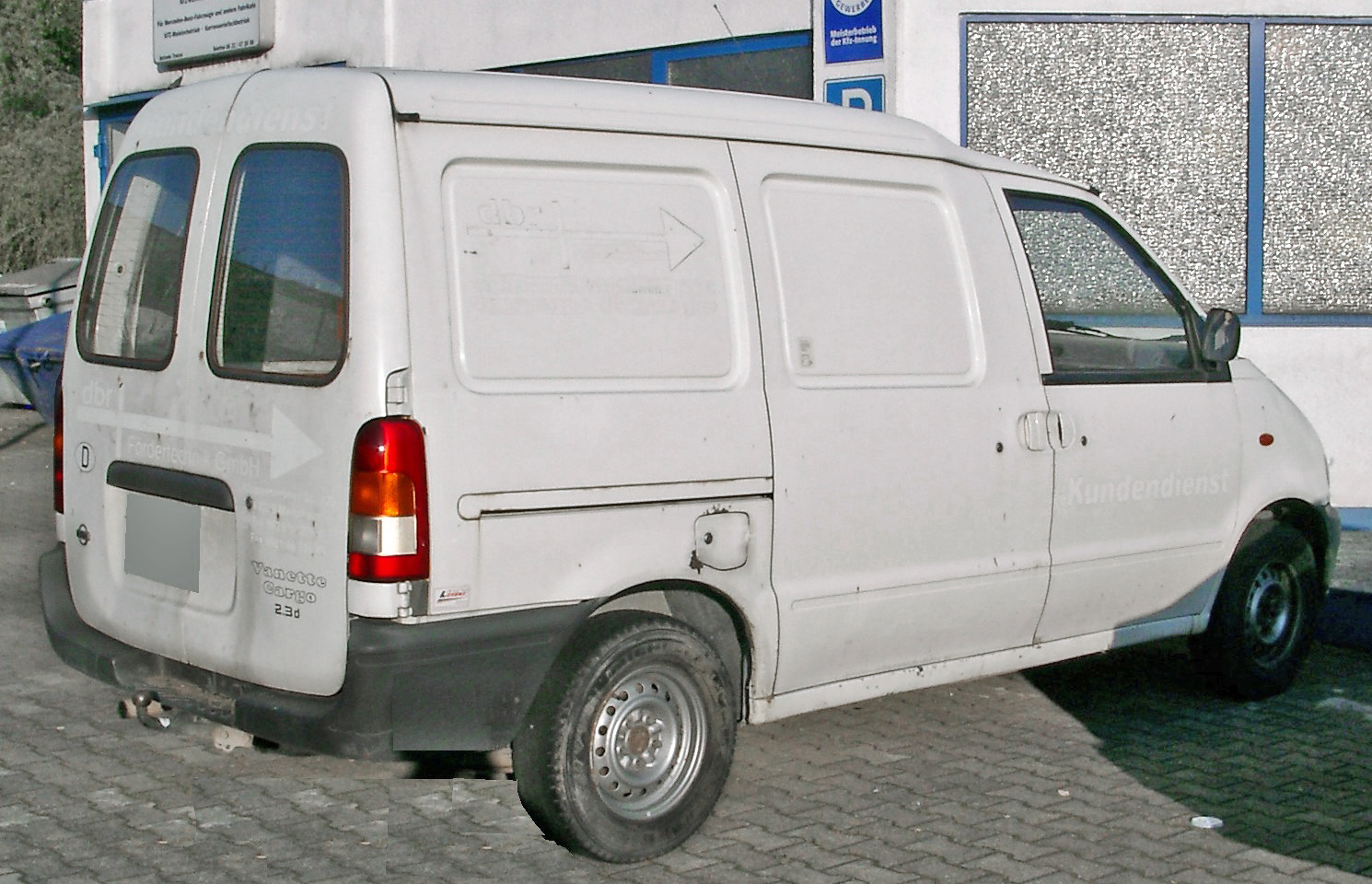
Una Vanette Cargo vista por atrás.

### En el Reino Unido

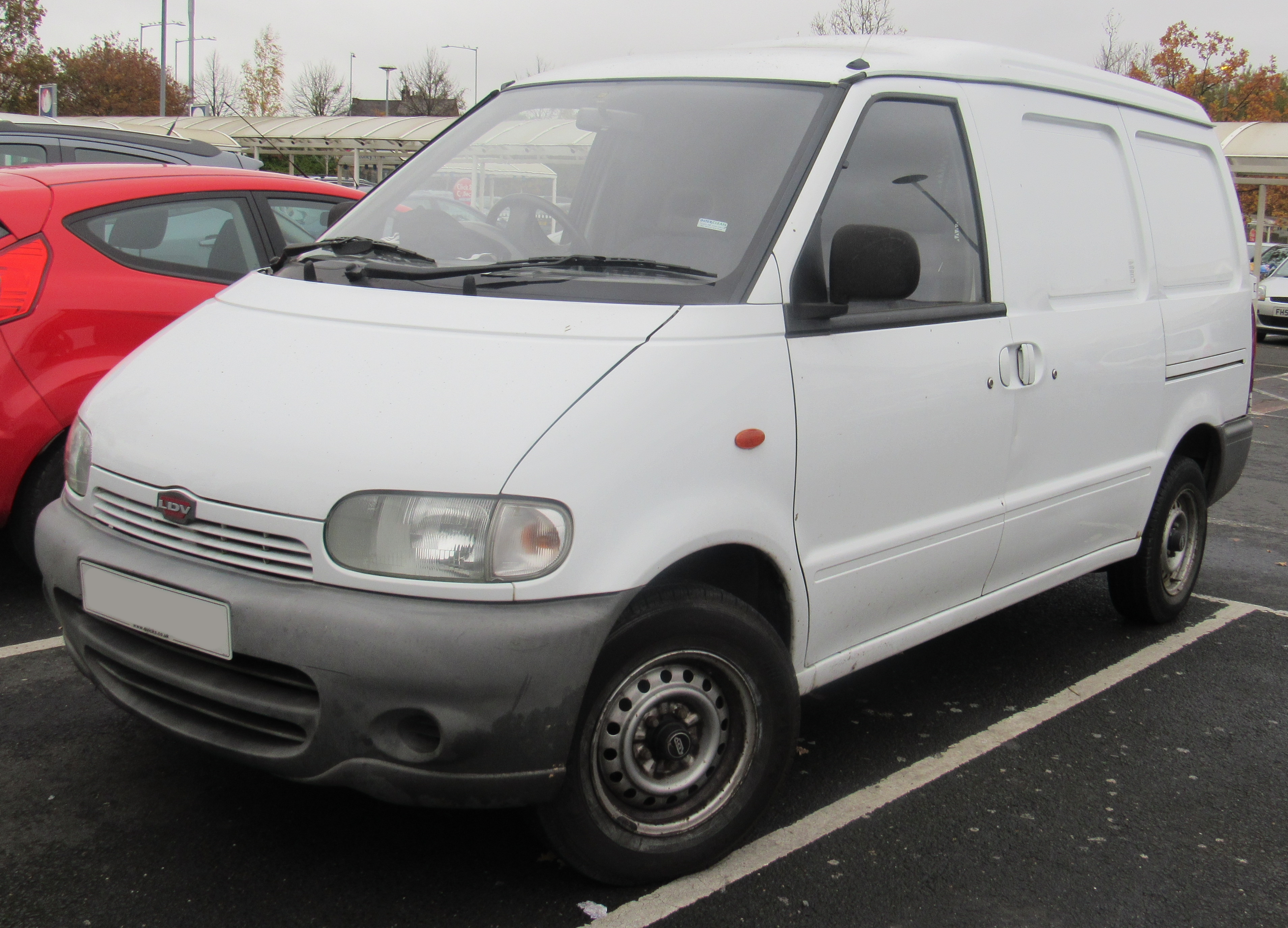
LDV Cub.

El fabricante británico LDV Limited firmó un acuerdo con Nissan para vender una versión bajo su marca de la Vanette Cargo, que fue vendida en el Reino Unido bajo el nombre «LDV Cub» desde 1998 hasta 2001.

## La Vanette en el mercado americano

### En México
La Nissan Vanette se fabricó en México bajo el nombre de Nissan Ichi Van durante la segunda mitad de los años 80 y principios de los 90. La Ichi Van tenía dos motores diferentes de 1.8 y 2.4 litros en dos diferentes carrocerías, corta y larga respectivamente. La Ichi Van acabó con el monopolio que había en el segmento de las furgonetas por parte de la Volkswagen Combi.

### En Estados Unidos
La Nissan Vanette C22 se modificó para el mercado estadounidense con el fin de competir con las furgonetas Toyota y Mitsubishi de tamaño similar, y para unirse al creciente mercado de monovolúmenes en los EE. UU. Esta furgoneta se vendió como "Nissan Van" en los EE. UU. entre 1986 y 1989, donde se presentó como una alternativa más económica a los monovolúmenes de Chrysler. La mayoría de las furgonetas se vendieron principalmente en estados como California, Texas y Florida, y las ventas fueron más fuertes durante los primeros dos años. Nissan tuvo que diseñar su motor Z24i de 2.4 litros más grande para usarlo en el C22 y así cumplir los requisitos del mercado estadounidense, que incluían aire acondicionado.
La Nissan Van fue concebida principalmente como un recurso provisional para el mercado estadounidense hasta que se pudiera presentar un monovolumen adecuado, y fue reemplazada por el Nissan Quest en 1993, un vehículo diseñado en colaboración con Ford.

## La Vanette en el mercado asiático

### En Japón

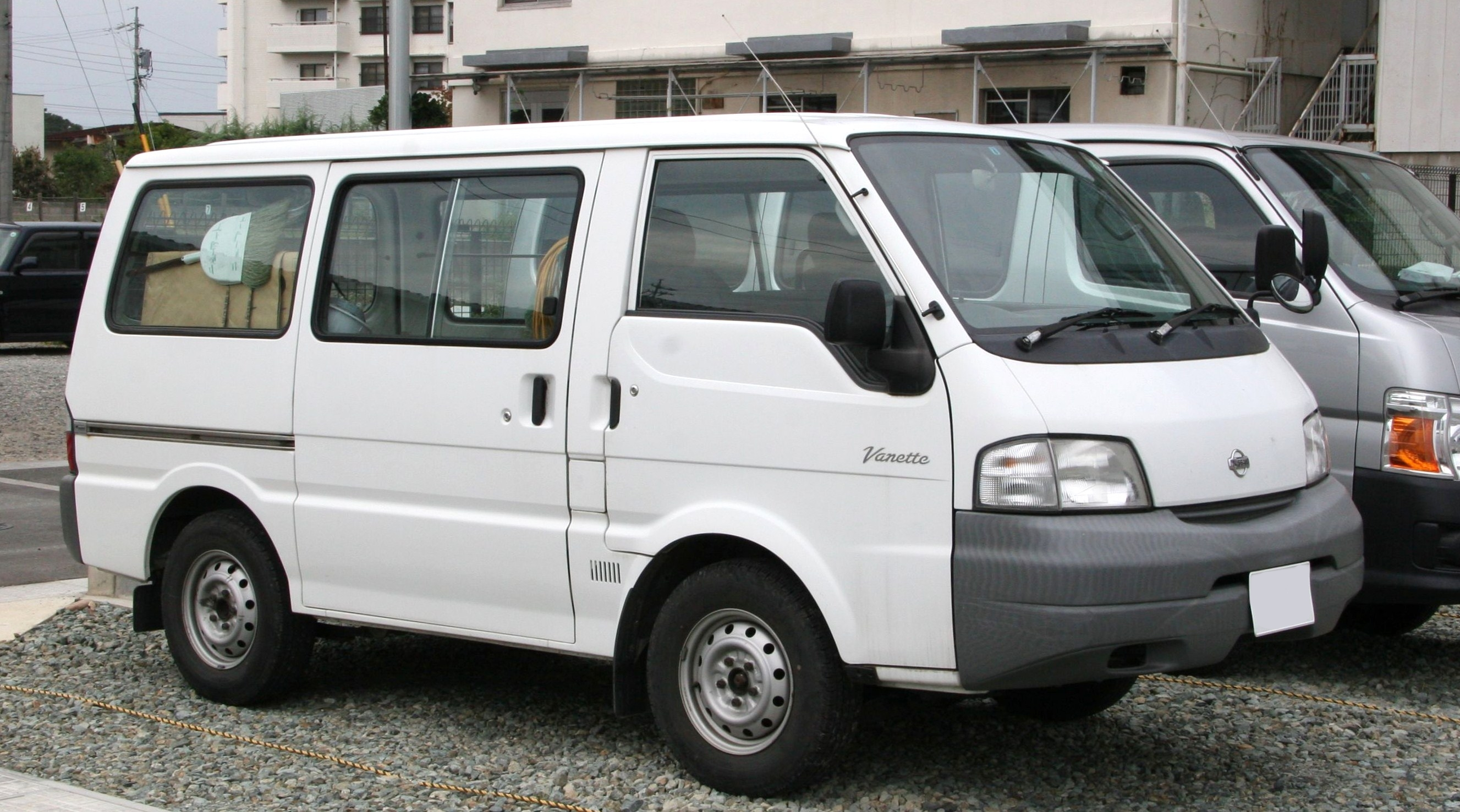
Nissan Vanette S21, último modelo de esta furgoneta (1999–2011).

La Nissan Vanette fue fabricada en Japón desde 1978 hasta 1994 por Nissan, y desde 1995 hasta 2011 por Mazda.
En el país asiático fueron producidas cuatro generaciones de esta furgoneta; la primera (C120) se fabricó desde 1978 hasta 1988, la segunda (C22) desde 1985 hasta 1994, la tercera (S20, SE y SK) entre 1994 y 1999, y la cuarta (S21, SK) entre 1999 y 2011. La tercera y cuarta generaciones eran versiones de la furgoneta Mazda Bongo vendidas bajo licencia, que también fueron comercializadas como Ford Econovan y Ford Spectron.
Las sucesoras de la furgoneta Vanette son las Nissan NV200 y NV300.

### En Malasia

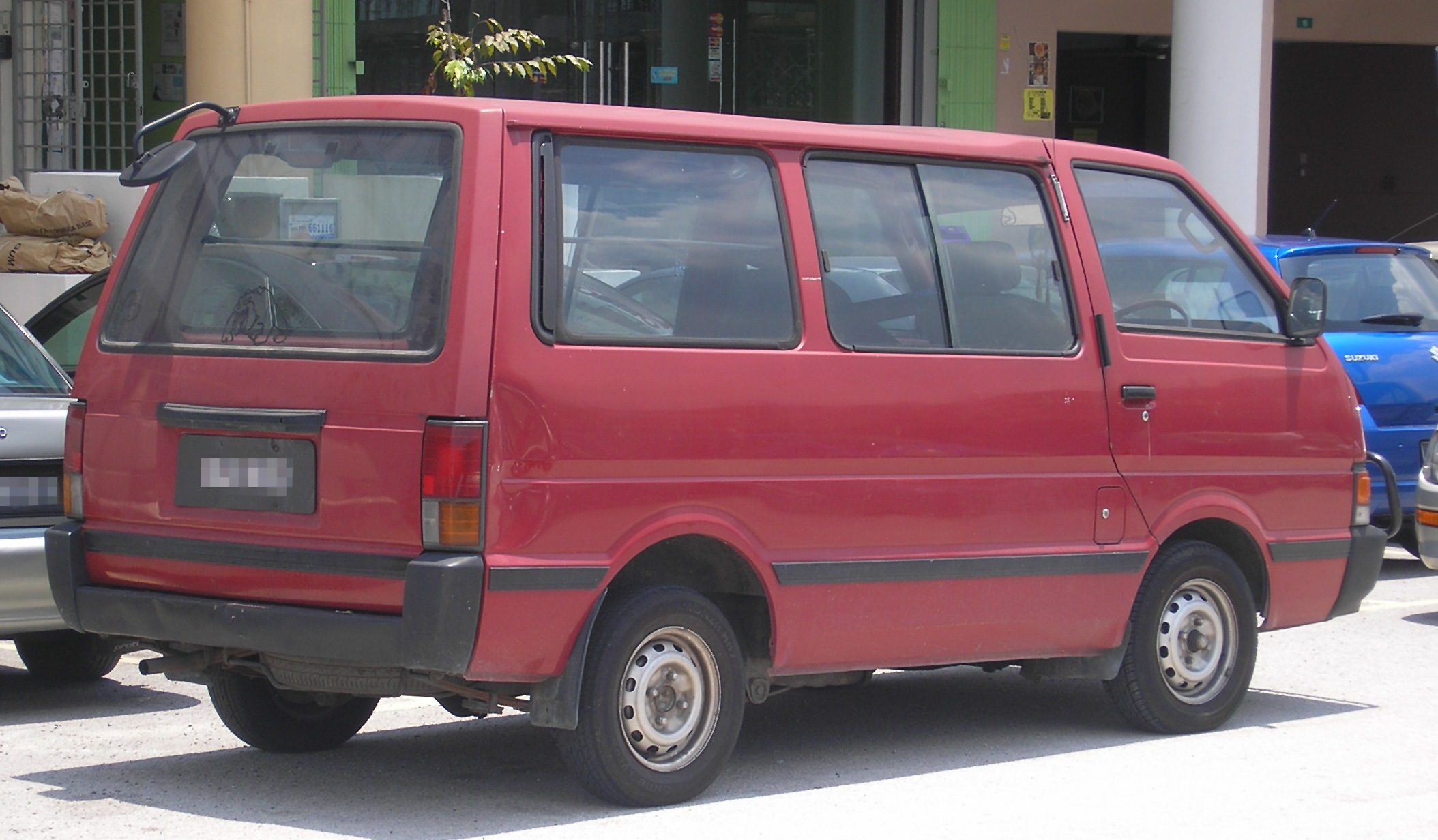
Nissan Vanette (Malasia).

La Nissan Vanette C22 se fabricó en Malasia en la planta de ensamblaje de Tan Chong en Segambut (Kuala Lumpur) hasta 2010. Después de 13 años en producción, fue el modelo que más tiempo se fabricó en Malasia. El Nissan Vanette fue exportado desde Malasia a muchos otros mercados.
El modelo estaba disponible en versiones chasis-cabina, pickup y furgoneta (con o sin ventanillas en la zona de carga). Los Vanette de Malasia tienen el venerable motor A15 de 1,5 litros, con 82 PS (60 kW). Si bien recibió algunos lavados de cara a lo largo de los años, la carrocería básica siguió siendo la misma. El interior de la década de 1980 se mantuvo intacto.
Después de una breve pausa, el modelo fue reemplazado por la Nissan NV200, que conserva el nombre "Vanette" en el mercado malayo.

### En Filipinas
La Nissan Vanette estuvo disponible en Filipinas hasta finales de 1999 como Nissan Vanette Grand Coach. En su versión final, seguía siendo esencialmente la misma Vanette que en años anteriores, excepto por un diseño de ruedas diferente, materiales de los asientos mejorados y un tablero con adornos de madera de imitación. El único motor disponible era el Z20 de gasolina de 2.0 litros. A diferencia de otros países asiáticos, no se ofreció ni estuvo disponible ninguna variante diésel, lo cual fue un descuido por parte de Nissan que podría haber marcado la diferencia en la popularidad de la camioneta.

### En India
En la India se comercializó la Nissan Vanette C22. El modelo C22 también proporcionó la base para el "Dost" de Ashok Leyland, la primera entrada del fabricante indio de camiones en este segmento del mercado.